# Gunter Pauli
Gunter Pauli (ur. 1956 w Antwerpii) – belgijski przedsiębiorca, ekonomista, autor książek. Znany głównie, jako twórca The Blue Economy.
Pauli jest członkiem Klubu Rzymskiego, gdzie w latach 2017–2020 był członkiem Komitetu Wykonawczego.
Pauli służył jako doradca dla rządów Hiszpanii, Argentyny oraz Włoch.
Pracował również jako autor książek, w tym The Blue Economy. Asystował Aurelio Peccei, założycielowi Klubu Rzymskiego w latach 1979–1984, po czym napisał o nim biografię.
W 1989 r. został wybrany jako niezależny zastępca w Parlamencie Europejskim, jednak nigdy nie objął mandatu.
W 1994 r. Pauli założył Inicjatywę Badań nad Zerową Emisją (ZERI).